# 人民經濟大學
人民經濟大學（朝鲜语：／）是一座位於朝鮮民主主義人民共和國首都平壤市大同江區域衣岩洞的大學。該校的前身為1946年7月1日成立的中央高級指導部學校，初時只為經濟機關幹部和企業人員提供3個月至1年的短期培訓。1954年，與政治經濟大學合併成人民經濟大學，並將教學目的訂定為培育經濟學和貿易人材。1990年，時任最高領導人金日成將人民經濟大學的外貿科轉交由國際關係大學負責。此外，大學分別於1972年和1996年兩度奪得金日成勳章。
人民經濟大學由朝鮮勞動黨直接管轄，與國際關係大學和金星政治大學同為國家核心幹部教育關構。
現時，該校 設國家經濟建設學科、人民計劃經濟學科、工業經濟科、農業經濟科、商業經營科、財政營運科、會計學科以及統計學8個科目。教職員300人，學生人數約3000。除了正規的4年學制外，大學還設立兩年制、1年制和個半月制的課程，兩年制課程供「40歲以下而被認為有前途」的幹部就讀。1年制課程對像眾多，由中央機構局長、軍人到廠長和司機等勞動階層都有。個月半的課程則給予各道人民委員會委員長和企業管理人修讀。

## 資料來源
1. 1 2 3 4 5 6 7  . Tongilnews. 2016-07-11  [2017-11-13]. （原始内容存档于2017-11-13）.
2. 1 2 3 4  . NK Chosun.   [2017-11-13]. （原始内容存档于2020-10-19）.